# Campanula buseri
Campanula buseri är en klockväxtart som beskrevs av Jürgen Damboldt. Campanula buseri ingår i släktet blåklockor, och familjen klockväxter. Inga underarter finns listade i Catalogue of Life.